# Malfunkshun
Malfunkshun — американская гранж-группа, сформированная в 1980 году в островном городе Бейнбридж. Первоначально в неё входили братья Эндрю и Кевин Вуд, а также Дэйв Хант и Дэйв Риз. Критики называют эту малоизвестную группу «крёстными отцами» гранжа.

## История
В 1980 году братья Эндрю и Кевин Вуд, вместе с Дэйвом Хантом и Дэйвом Рисом формируют Malfunkshun. Дэйв Хант и Дэйв Рис сыграли с Malfunkshun только один раз, после этого их заменил ударник Реган Хагар из группы Maggot Brains.
На время концертов каждый член группы создал своё альтер эго. Они (особенно Эндрю) часто использовали косметику, подражая Kiss и другим любимым группам. Подобных Malfunkshun групп в то время было много, но трио было примечательно своими динамическими концертами. Энди был непредсказуем и бродил по толпе во время шоу со своей беспроводной бас-гитарой, и даже останавливал шоу, чтобы съесть кашу и выбросить остатки в толпу. Эндрю стал чаще принимать наркотики и в 1985 году он начал проходить курсы по избавлению от наркотической зависимости, в течение которых работа Malfunkshun было приостановлена.
Когда Энди вернулся с курсов, группа снова начала репетировать и написала песни «With Yo' Heart (Not Yo' Hands)» и «Stars-N-You» для компиляции лейбла C / Z Records en:Deep Six. Из-за сильно искаженного звука лейбл Sub Pop не мог назвать Malfunkshun гранж-группой. Они начали набирать популярность, однако всё ещё редко были хэдлайнерами.
С середины 80-х годов, хоть официально и не было сообщено о распаде, Malfunkshun перестали играть вместе. Эндрю Вуд и Реган Хагар играли с бывшими членами Green River Стоуном Госсардом и Джефом Аментом. Эти репетиции привели к созданию Lords Of The Wasteland, которая впоследствии (после прихода Брюса Фервезера и Грега Гилмора) станет Mother Love Bone. Кевин вместе со своим братом Брайаном, басистом Дэном Макдональдом и бывшим ударником Nirvana Чадом Ченнингом в 1992 году образует Fire Ants. Позже Кевин и Брайан присоединятся к Бену Шеферду из Soundgarden и сформируют Hater. Также братья позднее сформируют Devilhead. Регар пойдёт дальше и будет играть в Satchel.
Компиляция демо Malfunkshun с начала до середины 1980-х годов была выпущена на лейбле Госсарда и Хагара Loosegroove как Return to Olympus. Альбом станет самым крупным релизом группы.
В 2005 году документальный фильм под названием Malfunkshun: История Эндрю Вуда дебютировал на Seattle International Film Festival. Документальный фильм доступен на DVD в бокс-сете переизданного Return to Olympus и никогда ранее не издававшегося CD Вуда Melodies and Dreams. Этот бокс-сет является сборником из трёх дисков, названным Malfunkshun: The Andrew Wood Story; он был выпущен 19 июля 2011 года Universal Music Enterprises.
24 октября 2006 года бывшие участники Malfunkshun Кевин Вуд и Реган Хагар, а также вокалист Шон Смит и басист Кори Кейн, начали писать новые песни, используя тексты Эндрю Вуда, написанные им до смерти. Они использовали их для выпуска нового альбома, после этого планируя уехать на гастроли. Группа первоначально намеревалась использовать имя Malfunkshun, однако после его сменили на Subfunkshun или The Subfunkshun Project, и в конце концов остановились на From The North (Von Nord).
В 3:33 вечера 19 февраля 2011 Malfunkshun объявили на своем сайте, что Джефф Лофтис будет петь в Malfunkshun и Von Nord. 14 марта 2011 года Кевин и Джефф записали песню Jezebel Woman и на 19 марта 2011 записали Until the Ocean. Обе песни размещены на YouTube под названием «Malfunkshun 2011».
24 мая 2011 Malfunkshun объявили на сайте о том, что Майк Стоун заменит Регана Хагера на барабанах, а 9 мая 2012 — что Роб Дэй вернулся в группу в качестве бас-гитариста.
В сентябре 2012 года новый сингл Journey был отправлен на микширование

## Состав
| Текущий состав - Кевин Вуд – гитара (1980-1988, 2006–present) - Джефф Старк – вокал (2016–present) - Френк Шимека – бас-гитара (2016-present) - Майлз Фриборн – ударные (2012–present) | Бывшие участники - Эндрю Вуд – вокал, бас-гитара (1980-1988; умер в 1990) - Дэйв Риз – бас-гитара (1980) - Дэйв Хант – ударные (1980) - Реган Хагар – ударные (1980-1988, 2006-2011) - Кори Кейн – бас-гитара (2006-2011) - Шон Смит – вокал (2006-2011) - Майк Стоун – ударные (2011-2012) - Торстен Рок – гитара (2006-2008) - Гай МакИнтош – бас-гитара (2011-2012) - Роб Дэй – бас-гитара (2012-2016) - Джефф Лофтис - вокал (2011-2016) |

## Дискография

### Студийные альбомы
- Return to Olympus (Loosegroove Records, 1995).
- Malfunkshun: The Andrew Wood Story (Hip-O-Select/UMe, 2011).

### Компиляции
- «With Yo' Heart (Not Yo' Hands)» and «Stars-N-You» on Deep Six (C/Z Records, 1986).
- «My Only Fan» and «Shotgun Wedding» on Another Pyrrhic Victory: The Only Compilation Of Dead Seattle God Bands (C/Z Records, 1989).